# Jacques de Sade
Jacques-François-Paul-Aldonce de Sade, né le 21 septembre 1705 et mort le 31 décembre 1777, est un ecclésiastique et homme de lettres français.
Érudit et libertin, mondain séduisant, l’abbé de Sade a joué dans la vie de son neveu, le marquis de Sade, un rôle qui ne saurait être négligé puisqu’il s’est occupé de son éducation de l’âge de quatre ans à dix ans, à Saumane, dans le château et les dépendances qui lui étaient arrentés à vie par son frère aîné, Jean Baptiste François, comte de Sade, le père du marquis.

## Biographie
Cadet de famille, il embrasse l’état ecclésiastique, devient vicaire général de l’archevêque de Toulouse et, ensuite, de celui de Narbonne, en 1735. Chargé, par les États de Languedoc, d’une mission à la cour, il réside plusieurs années à Paris, où il se lie d’amitié avec Voltaire et Émilie du Châtelet. Ils correspondront très longtemps, au moins jusqu’en 1765. On sent chez Voltaire un véritable attachement et une estime sincère pour Jacques-François. Lorsqu’il est nommé grand vicaire en novembre 1733, Voltaire lui envoie ces vers :
    Ainsi donc vous vous figurez

    Alors que vous posséderez

    Le triste nom de grand vicaire

    Qu’aussitôt vous renoncerez

    À l’amour, au grand art de plaire.

    Ah ! tout prêtre que vous serez

    Seigneur, seigneur, vous aimerez

    Fussiez-vous évêque ou saint-père,

    Vous aimerez et vous plairez,

    Et toujours vous réussirez

    Et dans l’Église et dans Cythère.
Dans une lettre de décembre 1764, il lui dit encore : « Il me semble que Dieu a daigné me pétrir d’un petit morceau de la pâte dont il vous a façonné. »
Quant à Émilie du Châtelet, elle écrit, en 1745, à l’abbé : « Je ne puis me guérir de vous aimer (...) Je désire que vous soyez heureux, et je le serai parfaitement si je puis quelque jour jouir de votre amitié (...) La vie vous aime trop pour que vous ne m’aimiez pas toute votre vie. »
En 1745, il est nommé abbé commendataire de Saint-Léger d’Ébreuil, en Auvergne, et son esprit, sa figure et son nom, l’auraient fait parvenir aux premières dignités de l’Église, s’il n’avait pas abandonné de bonne heure le monde et les affaires. L’auteur de la Vie du maréchal de Richelieu dit que l’abbé de Sade consolait Françoise de La Pouplinière de l’inconstance de ce seigneur, après qu’elle fut séparée de son mari, le fermier général Alexandre de La Pouplinière, en 1748. Si le fait est vrai, il peut expliquer les motifs de la retraite de l’abbé de Sade, qui eut lieu vers l’année 1756, époque de la mort de cette dame. En tout cas, un de ses biographes n’hésite pas à le traiter de sybarite. Dès 1765, son neveu le marquis ne se priva pas d’indiquer à ses tantes religieuses qui le tançaient sur sa conduite, que leur frère « tout prêtre qu’il est a toujours un couple de gueuses chez lui… Est-ce un sérail que son château ? Non, c’est mieux, c’est un bordel ». Donatien lui fit écrire que « l’année passée la Provence retentissait d’une fille que vous receliez dans votre château de Saumanes […] récemment encore deux Lyonnaises sont venues me trouver pour se plaindre à moi de forts mauvais traitements reçus, disaient-elles, au château de Saumanes. »
Retiré à Saumane en 1733, à une lieue de Vaucluse, son existence était, selon Maurice Heine, « moins d’un abbé que d’un seigneur curieux de toutes choses, et singulièrement d’antiquités et d’histoire ». Il s’y livra entièrement à son goût pour les lettres, et principalement à la composition de l’ouvrage qui a fait sa réputation. Après un dernier voyage dans la capitale, pour y puiser des matériaux dans les vastes dépôts littéraires qu’elle renferme, il retourna dans sa solitude. N’ayant pu réussir à embellir l’antique château de ses pères, à Saumane, il bâtit une maison à un quart de lieue de là. Ce fut dans cet asile qu’il rendit son dernier soupir dans les bras d’une dame espagnole et de sa fille.

## Œuvres
On a de l’abbé de Sade des Remarques sur les premiers poëtes français et les troubadours, mais c’est surtout par ses Mémoires sur la vie de François Pétrarque, Amsterdam, 1764, 3 vol. in-4°, ouvrage, publié sans nom, qui l’a rendu célèbre. Purement écrit, contenant des recherches aussi curieuses que remplies d’érudition, il ne s’y borne pas à faire connaître le poète italien, à entrer dans les plus petits détails de sa vie privée, à mettre en scène tous les amis de cet homme célèbre, à analyser ses écrits, à en traduire des fragments : il offre un tableau intéressant et animé de l’histoire politique, ecclésiastique et littéraire du XIVe siècle, où Pétrarque a joué un rôle si important. Il n’est aucun personnage un peu considérable de l’Italie, de la France, de l’Angleterre et de l’Allemagne, que l’abbé de Sade n’y passe en revue ; aucun événement remarquable qu’il ne rapporte, n’éclaircisse ou ne développe, par le moyen d’une critique judicieuse. Il cite tous les biographes et commentateurs de Pétrarque, discute leurs opinions, et rectifie un grand nombre d’erreurs. Il établit la réalité et l’état de son ancêtre Laure de Sade, la nature de l’amour que Pétrarque ressentit pour elle ; et son système à cet égard fut généralement adopté. On a reproché à l’abbé de Sade d’avoir interrompu sa narration par des traductions, en vers médiocres, de plusieurs Poésies de Pétrarque, mais il avait eu la modestie de n’attacher aucune prétention à ses vers. Le fait que la plupart des exemplaires de cet ouvrage ait passé en Italie et en Angleterre le rendirent rare. Tiraboschi et Ginguené y puisèrent d’abondants matériaux.